# Děbolín (przystanek kolejowy)
Děbolín – przystanek kolejowy w miejscowości Jindřichův Hradec, w kraju południowoczeskim, w Czechach. Znajduje się na wysokości 515 m n.p.m..  
Na przystanku nie ma możliwości zakupu biletów, a obsługa podróżnych odbywa się w pociągu.

## Linie kolejowe
- 225 Havlíčkův Brod – Veselí nad Lužnicí